# Cnemaspis shahruli
Espèce
Cnemaspis shahruli est une espèce de geckos de la famille des Gekkonidae.

## Répartition
Cette espèce est endémique de Malaisie péninsulaire. Elle se rencontre sur les îles de Penang et de Jerejak au Penang, de Pangkor au Perak et au Sungai Sedim au Kedah.

## Description
Cnemaspis shahruli mesure, queue non comprise, jusqu'à 34,3 mm pour les mâles et jusqu'à 36,5 mm pour les femelles.

## Étymologie
Cette espèce est nommée en l'honneur de Shahrul Anuar Mohd Sah.

## Publication originale
- Grismer, Chan, Quah, Muin, Savage, Grismer, Ahmad, Greer & Remegio, 2010 : Another new, diminutive Rock Gecko (Cnemaspis Strauch) from Peninsular Malaysia and a discussion of resource partitioning in sympatric species pairs. Zootaxa, no 2569, p. 55–66.